# Pierre Harvey
Pierre Harvey (Rimouski, Quebec, 24 de març de 1957) és un ciclista i esquiador de fons canadenc, ja retirat.

## Biografia
Va néixer el 24 de març de 1957 a la població de Rimouski, situada a la província del Quebec. El 1988 fou guardonat amb l'Orde del Canadà.

## Carrera esportiva

### Ciclisme
Va participar en els Jocs Olímpics d'Estiu de 1976 realitzats a Mont-real (Canadà), on finalitzà 24è en la prova en ruta. En els Jocs Olímpics d'Estiu de 1984 realitzats a Los Angeles (Estats Units) novament participà en la prova en ruta, si bé en aquesta ocasió no finalitzà la cursa, així com en la prova de contrarellotge per equips, on finalitzà en catorzena posició.
En ciclisme el seu resultat més destacat fou la medalla de plata aconseguida el 1983 en la Universíada realitzada a Edmonton i el Campionat nacional en ruta de 1976.

### Esquí de fons
El 1979 aconseguí guanyar tres medalles d'or en aquesta especialitat en el Jocs del Canadà d'hivern. Participà en els Jocs Olímpics d'Hivern de 1984 realitzats a Sarajevo (Iugoslàvia), convertint-se en el primer canadenc en participar tant en uns Jocs Olímpics d'Estiu com d'hivern. En aquests Jocs finalitzà vintè en la prova dels 50 km i vint-i-unè en les proves dels 15 i 30 quilòmetres. En els Jocs Olímpics d'Hivern de 1988 realitzats a Calgary (Canadà) fou l'encarregat de realitzar el Jurament Olímpic per part dels atletes i finalitzà vint-i-unè en els 50 km, dissetè en els 15 km, catorzè en els 30 km i novè en els relleus 4x10 quilòmetres.